# Schnellfahrstrecke Dresden–Prag
Die geplante Schnellfahrstrecke Dresden–Prag (Neubaustrecke Dresden–Ústí nad Labem mit Weiterführung bis Prag) ist eine mögliche hochgeschwindigkeitstaugliche Mischverkehrsstrecke für den grenzüberschreitenden Eisenbahnverkehr zwischen Deutschland und Tschechien.
Im Personenverkehr könnte damit die Reisezeit zwischen Dresden und Prag von derzeit etwa zwei Stunden und 15 Minuten auf etwa eine Stunde (einschließlich eines Halts in Ústí nad Labem) gesenkt werden. Die Länge der zu befahrenden Strecke zwischen Dresden und Prag würde sich um rund 50 Kilometer von heute etwa 200 Kilometer auf zukünftig etwa 150 Kilometer verkürzen.
Das Vorhaben gliedert sich in fünf Abschnitte. Ein wesentliches Element der Strecke ist ein ca. 30 km langer Basistunnel unter dem Erzgebirge.
Die Entwurfsgeschwindigkeit auf tschechischer Seite soll bis zu 320 km/h betragen, auf deutscher Seite bis 200 km/h.

## Ausgangslage
Die Bahnstrecke Děčín–Dresden-Neustadt im Oberen Elbtal ist mit 200 bis 280 Zügen pro Tag belastet. Mittelfristig soll laut Angaben des Freistaats Sachsen deren Kapazität erschöpft sein. Die Bundesregierung sah 2007 die Streckenkapazität der Verbindung durch das Elbtal auch mittelfristig nicht erschöpft. Stand 2023 ist die Bahnstrecke Dresden-Děčín die einzige elektrifizierte Eisenbahnverbindung über die deutsch-tschechische Grenze und wird folglich im Güter- wie im Personenverkehr intensiv befahren. Neben den Eurocity-Zügen auf der Relation (Hamburg)–Berlin–Dresden–Prag verkehren hier auch Züge der S-Bahn Dresden sowie des Regionalverkehrs zusätzlich zum Güterverkehr, welcher auf dieser Linie die kürzeste Verbindung vom Binnenstaat Tschechien zu den Nordseehäfen bietet. Rund 50 % des Güterverkehrs auf der Bestandsstrecke sind zwischen der Tschechischen Republik und den Nordseehäfen unterwegs – mit ungebrochener Wachstumstendenz.
Ein Bericht für die Europäische Kommission erwartete, ohne Berücksichtigung von Verkehrsverlagerungen vom Luftverkehr, Ende 2012 keinen positiven Nutzen-Kosten-Faktor. Weitere Untersuchungen wurden empfohlen. Die Kommission erwartete in einem Ende 2014 veröffentlichten Bericht für den Abschnitt zwischen Dresden und der tschechischen Grenze von 2010 bis 2030 eine Zunahme des Güterverkehrs um 80 Prozent sowie ein „sehr geringes“ Wachstum im Personenverkehr. Der Abschnitt werde sich daher „höchstwahrscheinlich“ zu einem Kapazitätsengpass entwickeln.
Entlang Teilen der Bestandsstrecke befindet sich der intensiv touristisch genutzte Nationalpark Sächsische Schweiz, der sich auf tschechischer Seite im Nationalpark Böhmische Schweiz fortsetzt. Einerseits profitiert der Tourismus vom Halt der EuroCity-Züge am Bahnhof Bad Schandau, andererseits stellt aber der Lärm insbesondere des Güterverkehrs eine erhebliche Belastung für Mensch und Natur dar.
Da aufgrund der Enge des Elbtals die bestehende Strecke nicht oder nur sehr begrenzt erweitert werden kann, soll abzweigend von dieser eine etwa 35 km lange Neubaustrecke zwischen Dresden und Ústí nad Labem entstehen, die auf tschechischer Seite bis Prag weitergeführt werden soll.
DB InfraGO erwartete im Horizont 2030 für den Tunnel pro Tag 150 Züge des Güterverkehrs, 32 des Schienenpersonenfernverkehrs sowie 16 des Schienenpersonennahverkehrs.

## Dresden–Ústí nad Labem
| Verlauf der Streckenvariante 1.1 aus der Variantenuntersuchung 2012 (Verlauf wurde durch die leicht abweichende Variante 2015 optimiert) |                                  |                                              |                                             |
| Spurweite: | 1435 mm (Normalspur)             |                                              |                                             |
| Stromsystem: | 15 kV 16,7 Hz bzw. 25 kV 50 Hz ~ |                                              |                                             |
| Maximale Neigung: | max. 12,5 ‰                      |                                              |                                             |
| Streckengeschwindigkeit: | 230 km/h                         |                                              |                                             |
| |                                  |                                              |                                             |
| \| \| \| \| \| \| \| 62,490 \| Dresden Hauptbahnhof \| Dresden Hauptbahnhof \| \| \| \| (siehe Děčín–Dresden-Neustadt, Pirna–Coswig) \| \| \| \| 51,228 \| Heidenau (S-Bahn-km 5,788) \| Heidenau (S-Bahn-km 5,788) \| \| \| \| nach Kurort Altenberg \| \| \| \| 50,196 \| Müglitz \| Müglitz \| \| \| 49,810 \| Heidenau Süd (S-Bahn-km 4,370) \| Heidenau Süd (S-Bahn-km 4,370) \| \| \| 49,671-0,5742 \| „Ausbindung Heidenau“ \| „Ausbindung Heidenau“ \| \| \| 47,876 \| Heidenau-Großsedlitz (S-Bahn-km 2,436) \| Heidenau-Großsedlitz (S-Bahn-km 2,436) \| \| \| 45,440 \| Pirna (S-Bahn-km 0,000) \| Pirna (S-Bahn-km 0,000) \| \| \| \| bestehende Strecke nach Děčín \| \| \| \| 0,862–1,265 \| Talbrücke Heidenau (ca. 400 m, über S172) \| Talbrücke Heidenau (ca. 400 m, über S172) \| \| \| 1,380–2,160 \| Tunnel Heidenau-Großsedlitz I (ca. 800 m) \| Tunnel Heidenau-Großsedlitz I (ca. 800 m) \| \| \| \| Trogbauwerk mit Rettungszufahrt \| \| \| \| 2,380–3,330 \| Tunnel Heidenau-Großsedlitz II (ca. 1000 m) \| Tunnel Heidenau-Großsedlitz II (ca. 1000 m) \| \| \| 3,797–4,841 \| Talbrücke Seidewitztal (ca. 1040 m) \| Talbrücke Seidewitztal (ca. 1040 m) \| \| \| \| über der Ortslage Pirna-Zehista \| \| \| \| 5,710–6,7 \| Übf Goes \| Übf Goes \| \| \| 7,090 \| Erzgebirgstunnel (ca. 26,53 km) \| Erzgebirgstunnel (ca. 26,53 km) \| \| \| 22,161 \| Staatsgrenze Deutschland/Tschechien \| Staatsgrenze Deutschland/Tschechien \| \| \| 33,621 \| \| \| \| \| \| Bestandsstrecke von Chomutov \| \| \| \| 11,214 \| Chabařovice \| Chabařovice \| \| \| 35,069ca. 11 \| „Einbindung Chabařovice“ \| „Einbindung Chabařovice“ \| \| \| \| Bestandsstrecke Ústí nad Labem–Chomutov \| \| \| \| 1,214 \| Ústí nad Labem západ \| Ústí nad Labem západ \| \| \| \| Bestandsstrecke von Děčín \| \| \| \| 0,141 \| Ústí nad Labem hl.n. \| Ústí nad Labem hl.n. \| \| \| \| \| \| \| \| \| Bestandsstrecke nach Prag \| \| \| \| \| Elbe \| \| \| \| \| Bestandsstrecke von Děčín-Prostřední Žleb \| \| \| \| \| Ústí nad Labem-Střekov \| \| \| \| \| Bestandsstrecke nach Kolín \| \| \| \| \| angestrebte Neubaustrecke nach Prag \| \| |                                  |                                              |                                             |
| Strecke · Strecke |                                  |                                              |                                             |
| Bahnhof · S-Bahnhof | 62,490                           | Dresden Hauptbahnhof                         | Dresden Hauptbahnhof                        |
| |                                  | (siehe Děčín–Dresden-Neustadt, Pirna–Coswig) |                                             |
| Bahnhof · S-Bahnhof | 51,228                           | Heidenau (S-Bahn-km 5,788)                   | Heidenau (S-Bahn-km 5,788)                  |
| Abzweig geradeaus und nach rechts · Strecke |                                  | nach Kurort Altenberg                        | nach Kurort Altenberg                       |
| Brücke über Wasserlauf · Brücke über Wasserlauf | 50,196                           | Müglitz                                      | Müglitz                                     |
| Strecke · S-Bahn-Halt | 49,810                           | Heidenau Süd (S-Bahn-km 4,370)               | Heidenau Süd (S-Bahn-km 4,370)              |
| Strecke von links (außer Betrieb) · Abzweig geradeaus und ehemals nach rechts · Strecke | 49,671-0,5742                    | „Ausbindung Heidenau“                        | „Ausbindung Heidenau“                       |
| Strecke (außer Betrieb) · Strecke · S-Bahn-Halt | 47,876                           | Heidenau-Großsedlitz (S-Bahn-km 2,436)       | Heidenau-Großsedlitz (S-Bahn-km 2,436)      |
| Strecke (außer Betrieb) · Bahnhof · S-Kopfbahnhof Streckenende | 45,440                           | Pirna (S-Bahn-km 0,000)                      | Pirna (S-Bahn-km 0,000)                     |
| Strecke nach links (außer Betrieb) · Strecke nach links und ehemals von rechts |                                  | bestehende Strecke nach Děčín                | bestehende Strecke nach Děčín               |
| Brücke (Strecke außer Betrieb) | 0,862–1,265                      | Talbrücke Heidenau (ca. 400 m, über S172)    | Talbrücke Heidenau (ca. 400 m, über S172)   |
| Tunnel (Strecke außer Betrieb) | 1,380–2,160                      | Tunnel Heidenau-Großsedlitz I (ca. 800 m)    | Tunnel Heidenau-Großsedlitz I (ca. 800 m)   |
| Brücke (Strecke außer Betrieb) |                                  | Trogbauwerk mit Rettungszufahrt              | Trogbauwerk mit Rettungszufahrt             |
| Tunnel (Strecke außer Betrieb) | 2,380–3,330                      | Tunnel Heidenau-Großsedlitz II (ca. 1000 m)  | Tunnel Heidenau-Großsedlitz II (ca. 1000 m) |
| Strecke geradeaus (außer Betrieb) | 3,797–4,841                      | Talbrücke Seidewitztal (ca. 1040 m)          | Talbrücke Seidewitztal (ca. 1040 m)         |
| Strecke (außer Betrieb) |                                  | über der Ortslage Pirna-Zehista              | über der Ortslage Pirna-Zehista             |
| Dienststation / Betriebs- oder Güterbahnhof (Strecke außer Betrieb) | 5,710–6,7                        | Übf Goes                                     | Übf Goes                                    |
| Tunnelanfang (Strecke außer Betrieb) | 7,090                            | Erzgebirgstunnel (ca. 26,53 km)              | Erzgebirgstunnel (ca. 26,53 km)             |
| Grenze (Strecke außer Betrieb) (im Tunnel) | 22,161                           | Staatsgrenze Deutschland/Tschechien          | Staatsgrenze Deutschland/Tschechien         |
| Tunnelende (Strecke außer Betrieb) | 33,621                           |                                              |                                             |
| Strecke von rechts · Strecke (außer Betrieb) |                                  | Bestandsstrecke von Chomutov                 | Bestandsstrecke von Chomutov                |
| Bahnhof · Strecke (außer Betrieb) | 11,214                           | Chabařovice                                  | Chabařovice                                 |
| Abzweig geradeaus, ehemals nach links und ehemals von links · Strecke nach rechts (außer Betrieb) | 35,069ca. 11                     | „Einbindung Chabařovice“                     | „Einbindung Chabařovice“                    |
| |                                  | Bestandsstrecke Ústí nad Labem–Chomutov      |                                             |
| Bahnhof | 1,214                            | Ústí nad Labem západ                         | Ústí nad Labem západ                        |
| Strecke · Strecke von links |                                  | Bestandsstrecke von Děčín                    | Bestandsstrecke von Děčín                   |
| Strecke · Bahnhof | 0,141                            | Ústí nad Labem hl.n.                         | Ústí nad Labem hl.n.                        |
| Abzweig geradeaus und nach links · Abzweig quer und von rechts · Abzweig geradeaus und nach rechts |                                  |                                              |                                             |
| Abzweig quer und nach rechts · Kreuzung geradeaus oben · Strecke nach rechts |                                  | Bestandsstrecke nach Prag                    | Bestandsstrecke nach Prag                   |
| Brücke über Wasserlauf |                                  | Elbe                                         | Elbe                                        |
| Abzweig geradeaus und von links |                                  | Bestandsstrecke von Děčín-Prostřední Žleb    | Bestandsstrecke von Děčín-Prostřední Žleb   |
| Bahnhof |                                  | Ústí nad Labem-Střekov                       | Ústí nad Labem-Střekov                      |
| Abzweig ehemals geradeaus und nach rechts |                                  | Bestandsstrecke nach Kolín                   | Bestandsstrecke nach Kolín                  |
| Strecke (außer Betrieb) |                                  | angestrebte Neubaustrecke nach Prag          | angestrebte Neubaustrecke nach Prag         |

### Verankerung in den europäischen und nationalen Ausbauplänen
Wie schon heute die Bestandsstrecke durch das Elbtal, wäre künftig auch eine Neubaustrecke fester Bestandteil des transeuropäischen Verkehrsnetzes, als grenzüberschreitender Abschnitt des höchstrangigen Kernnetz-Korridors „Orient/Ostmittelmeer“ (Orient/East-Med, ehemals Korridor V bzw. TEN-T-Achse 22).
Der Freistaat Sachsen hat die Strecke 2013 für den Bundesverkehrswegeplan 2030 angemeldet und sie ist Teil des gegenwärtig gültigen Landesverkehrsplans Sachsen 2025. Der BVWP 2030 und der Bedarfsplan von Ende 2016 führten sie zunächst als Vorhaben des Potenziellen Bedarfs, das bei nachgewiesener Erfüllung der Kriterien in den Vordringlichen Bedarf aufgenommen wird. Nach einer Vereinbarung zwischen dem tschechischen und dem deutschen Verkehrsminister vom 26. August 2017 ist die Strecke in den Vordringlichen Bedarf aufgestiegen.
Im Rahmen des Schienengipfels 2021 in Berlin am 17. Mai 2021 unterzeichneten die Verkehrsminister Deutschlands, Tschechiens und Österreichs die Gemeinsame Absichtserklärung über die Zusammenarbeit bei der Weiterentwicklung der Eisenbahnverbindung Berlin – Prag – Wien. Ziel ist eine Verbesserung des grenzüberschreitenden Eisenbahnpersonen- und -güterverkehrs zwischen Deutschland, Tschechien und Österreich durch aufeinander abgestimmte Maßnahmen der Schieneninfrastruktur. Zu den konkreten Ausbauschritten gehören:
- Weiterer Ausbau der Strecke Berlin–Dresden, einschließlich Dresdner Bahn auf Berliner Stadtgebiet.
- Aus- und Neubaustrecke Dresden – Grenze DE/CZ – Prag.

### Studien, Kosten und Realisierungsperspektiven
1994 wurde eine Machbarkeitsstudie für eine Neu- und Ausbaustrecke zwischen Sachsen und Prag von einem Ingenieurbüro und der TU Dresden angefertigt. Ab 2007 habe das Sächsische Staatsministerium für Wirtschaft, Arbeit und Verkehr nach eigenen Angaben weitere Machbarkeitsuntersuchungen und verschiedene Studien vorgelegt.
Die Strecke soll als hochgeschwindigkeitstaugliche Mischverkehrsstrecke für den Personen- und Güterverkehr ausgelegt werden. Sie soll die Kapazität für den Güterverkehr steigern sowie Lärm und Luftverschmutzung im Elbtal senken. Die bestehende Bahnstrecke im Elbtal könne aufgrund der geografischen Bedingungen und aus Umweltschutzgründen nicht ausgebaut werden. Die maximale Längsneigung soll 12,5 Promille betragen.
Eine Nutzen-Kosten-Untersuchung durch das Bundesministerium für Verkehr, Bau und Stadtentwicklung ergab 2010 einen Nutzen-Kosten-Quotienten von 1,3.
Sie wurde den Jahren 2011 und 2012 im Auftrag des Freistaates Sachsen technisch bezüglich ihrer Machbarkeit untersucht. Dies beinhaltete eine Variantenuntersuchung zum Streckenverlauf, eine kapazitive Betrachtung, Potenzialanalysen sowie Belange des Lärmschutzes.
Untersucht wurden 2012 insgesamt vier Varianten, wobei die Variante 1 noch zwei Untervarianten mit unterschiedlicher Neigung bei identischer Linienführung aufwies. Zur Weiterverfolgung wurden lediglich die Varianten 1.1, 1.2 und 2 empfohlen. Die Varianten 3 und 4 wiesen gegenüber den vorgenannten Varianten zu viele Nachteile (z. B. FFH-Betroffenheiten bzw. deutlich höhere Gesamttunnellängen) auf. Entgegen älteren Schätzungen ergaben sich nach Angaben des Sächsischen Staatsministerium für Wirtschaft, Arbeit und Verkehr als Ergebnis der vorliegenden Trassenuntersuchungen Investitionen in Höhe von circa zwei Milliarden Euro.
Die ab 2012 favorisierte, circa 35 Kilometer lange Neubaustrecke würde sich östlich Heidenau von der Bestandsstrecke lösen, durch zwei kleinere Tunnel verlaufen, bei Bahretal in einen circa 20 Kilometer langen Tunnel eintreten und zwischen Breitenau und Oelsen die Grenze nach Tschechien überqueren. Nordwestlich von Ústí nad Labem würde die Neubaustrecke dann wieder in eine Bestandsstrecke einmünden. Sensible Bereiche sollen dabei umfahren oder unterfahren werden. Mit der rund 35 Kilometer langen Neubaustrecke Heidenau–Chabařovice sowie unter Einbeziehung der jeweiligen Einbindung in die Knoten Dresden (circa 13 Kilometer) und Ústí n.L. (circa 11 Kilometer) ergibt sich eine neue, zukünftige Streckenlänge von rund 60 Kilometer zwischen Dresden Hauptbahnhof und Ústí nad Labem. Dies sind insgesamt rund 25 Kilometer weniger als über die Bestandsstrecken Dresden–Děčín (circa 62 Kilometer) und Děčín–Ústí n.L. (circa 23 Kilometer) entlang der Elbe.
Anfang Juli 2014 wurde das Strategiekonzept Schiene für Sachsen Schieneninfrastruktur bis 2020, vorgestellt. Darin steht: „Die Tschechische Republik und der Freistaat Sachsen streben an, dass der Abschnitt Heidenau–Ústí nad Labem als Neubaustrecke durch das Erzgebirge realisiert wird.“ Aufgrund aufwendiger Planungs- und Genehmigungsprozesse könne die Umsetzung jedoch „voraussichtlich erst nach 2030“ erfolgen. Die Erweiterung und Beschleunigung der Bestandsstrecke sei laut Bahnangaben aufgrund vieler Bögen und zu viel Lärm nicht möglich. Laut einem Pressebericht sei der Aufnahme der Neubaustrecke in das zuvor als Masterplan bezeichnete Strategiekonzept ein rund zweijähriger Streit zwischen DB und Freistaat um die Strecke vorausgegangen.
Der Freistaat Sachsen strebte im Frühjahr 2015 die Gründung einer deutsch-tschechischen Projektgesellschaft im gleichen Jahr an. Am 1. September 2016 wurde die Gründung des Eisenbahnneubaustrecke Dresden - Prag EVTZ amtlich bekanntgemacht. Am 2. November 2016 konstituierte er sich.

#### Machbarkeitsstudie
Die Europäische Kommission unterstützte eine Machbarkeitsstudie für eine Hochgeschwindigkeitsstrecke zwischen Dresden und Prag mit 600.000 Euro aus TEN-Mitteln. Die weiteren 1,26 Millionen Euro bringen Sachsen und die Tschechische Republik auf. Die Arbeiten wurden im Sommer 2014 aufgenommen. Der sächsische Teil wurde, nach einer Ausschreibung, durch das Ingenieurbüro Krebs und Kiefer bearbeitet.
Die 2012 entwickelte Trasse sollte dabei optimiert und auf tschechischer Seite eine Variantenuntersuchung bis Litoměřice angeschlossen werden. Für die Neubaustrecke zwischen Heidenau und Ústí nad Labem wurde eine Geschwindigkeit von 200 bis 230 km/h für den Personenverkehr und 120 km/h für den Güterverkehr vorgesehen. Die Strecke soll der Streckenklasse D4 zugeordnet und mit ETCS Level 2 ausgerüstet werden. Im Tunnel sind keine Überleitverbindungen oder Überholgleise vorgesehen.
Mitte Januar 2016 wurden die Ergebnisse der vom tschechischen und vom sächsischen Verkehrsministerien gemeinsam erstellten Studie vorgestellt. Auf den ersten zwölf Kilometern ab Dresden sollten für 200 km/h ausgebaute Bestandsgleise genutzt werden, die rund 32 Kilometer lange Neubaustrecke nach Ústí nad Labem anschließend in Heidenau beginnen. Daran schlösse sich der Tunnel Heidenau an, der mit zwei je ein Kilometer langen Tunnelabschnitten und zwei Röhren den Barockgarten Großsedlitz unterquerte. Das Seidewitztal sollte auf einer Brücke gequert werden. Nach einem ebenerdigen Abschnitt von zwei Kilometern Länge, der einen Überholbahnhof einschließt, folgte der Basistunnel.
Die gegenüber der Untersuchung von 2012 nunmehr berücksichtigte Geologie und Hydrologie führte zu einem verlängerten Basistunnel. Der nunmehr 26,53 Kilometer lange Erzgebirgstunnel soll auf einer Länge von 15,10 Kilometer auf tschechischer und 11,43 Kilometer auf deutscher Seite verlaufen. Die 123 Kilometer lange Route soll im Neubauabschnitt zwischen Dresden und Ústí für 200 km/h ausgelegt werden. Im Anschluss daran soll eine 80 Kilometer lange und für 350 km/h entworfene Neubaustrecke für den Personenverkehr entstehen, der Güterverkehr soll über die Bestandsstrecke geführt werden. Die Reisezeit von Dresden nach Prag soll damit von 135 auf 50 Minuten gesenkt werden, von Dresden nach Ústí nad Labem auf 25 Minuten.
Vage Kostenangaben gingen im Jahr 2016 von 5 Milliarden Euro Gesamtkosten aus, davon 1,3 Milliarden Euro für das deutsche Teilstück. Nach anderen Angaben im Jahr 2016 entfielen 5 Milliarden Euro allein auf die tschechische Seite, während für die deutsche Seite 1,3 Milliarden Euro notwendig seien. Im August 2020 ging man von 7,5 Milliarden Euro auf tschechischer Seite und 1,2 Milliarden Euro auf deutscher Seite aus. Um Formalien der Errichtung und des Betriebs des Abschnitts zu vereinbaren, könnte ein Staatsvertrag zwischen der Bundesrepublik Deutschland und Tschechien abgeschlossen werden.

#### Raumordnungsverfahren
Im September 2017 wurde das Projekt in den „vordringlichen Bedarf“ hochgestuft, sodass mit konkreten Planungen begonnen werden konnte. 2018 begann die Deutsche Bahn mit der Vorplanung, das Raumordnungsverfahren begann im Dezember 2019.
Am 2. März 2020 unterzeichneten Vertreter beider Staaten, dem Freistaat Sachsen, der DB sowie der Správa železnic eine Absichtserklärung zur Bekräftigung der Zusammenarbeit für die Realisierung des Projekts. Binnen Wochen sollten erste Planungsaufträge ausgeschrieben werden.
Am 21. August 2020 veröffentlichte die Landesdirektion Sachsen die Raumordnerische Beurteilung für den deutschen Abschnitt des Vorhabens. Danach sind unter sieben untersuchten Varianten drei Volltunnelvarianten am besten geeignet. Unter den Varianten mit kürzerem Tunnel wurde nur Variante G mit Maßgaben bestätigt.
Im Juli 2024 stimmte das Bezirksparlament in Ústí nad Labem der von Správa železnic vorgeschlagenen Route zu.

### Tunnelplanung
Am 24. März 2021 beauftragte die bilaterale Bauherrenschaft, bestehend aus der tschechischen Bahnverwaltung Správa železnic und der DB Netz AG, Sachverständigentätigkeiten für das Projekt, namentlich die Gutachterleistungen für den Tunnelbau.
Die bilaterale Bauherrenschaft beauftragte im August 2021 die Planung des Erzgebirgstunnels bei einem multinationalen Ingenieurkonsortium aus Österreich, Deutschland, Tschechien und der Slowakei.
Am 3. November 2021 wurden erste Spurpläne für die Einbindung in Heidenau vorgestellt. 2021 liefen auch Erkundungsbohrungen.
Am 24. November 2022 wurden zwei Varianten für die Erzgebirgsquerung vorgestellt: Neben einer so genannten Volltunnelvariante mit einem durchgehenden Eisenbahntunnel von 30,4 km Länge eine Teiltunnelvariante mit zwei 2,5 bzw. etwa 27 km langen Tunnels. Die Teiltunnelvariante beinhaltet ferner eine ca. 490 m lange und ca. 22 m hohe Brücke über das Seidewitztal sowie einen Überholbahnhof bei Goes. Sie ist zwischen Heidenau und Goes für 160 km/h entworfen, im weiteren Verlauf für 200 km/h. Für die Volltunnelvariante werden als Alternativen eine zwei- oder eine viergleisige Einbindung in Heidenau erwogen, mit einer Verzweigung im Berg, um dichtere Zugfolgen von Personen- und Güterzügen zu ermöglichen. Sie ist für durchgängig 200 km/h entworfen. Beide Varianten beinhalten einen Rettungs- und Evakuierungspunkt Göppershofen.
Am 20. November 2023 gab die Deutsche Bahn bekannt, dass aus ihrer Sicht die Volltunnelvariante nach den Ergebnissen der Vorplanung die Vorzugsvariante darstellt, welche die ökologischen, verkehrlichen, technischen und wirtschaftlichen Aspekte am besten integriert. Auf deutscher Seite wurde die Volltunnelvariante im April 2024 als Vorzugsvariante offiziell bestätigt.
Die Vorzugsvariante sollte Mitte 2024 endgültig feststehen, vorab sollte ein Bürgerdialog in den betroffenen Gemeinden durchgeführt werden. Im April 2024 nahm die DB letzte Hinweise zur Vorplanung von Land und Region entgegen. Im Sommer 2024 sollte das Ergebnis der Vorplanung dem Deutschen Bundestag vorgelegt werden.
Die Systemtrennstelle, an denen unter anderem der Wechsel zwischen den beiden Bahnstromsystemen (15 bzw. 25 kV) erfolgen soll, soll voraussichtlich am Scheitelpunkt des Tunnels liegen. Im Tunnel wird tagsüber in beiden Richtungen ein stündlicher Fernverkehr, ein zweistündlicher Regionalverkehr sowie vier Güterzüge erwartet. Nachts sollen bis zu zwölf Güterzüge pro Stunde und Richtung durch den Tunnel fahren.
Im Mai 2023 eröffnete in Heidenau ein Informationszentrum.

## Ústí nad Labem–Prag
| Spurweite: | 1435 mm (Normalspur) |                                                               |                                                               |
| Streckengeschwindigkeit: | 320 km/h             |                                                               |                                                               |
| |                      |                                                               |                                                               |
| \| \| \| angestrebte Hochgeschwindigkeitsstrecke von Dresden \| \| \| \| \| Bestandsstrecke von Chomutov \| \| \| \| \| bestehende Strecke von Děčín (linkselbisch) \| \| \| \| \| bestehende Strecke von Děčín (rechtselbisch) \| \| \| \| \| Eisenbahnknoten Ústí nad Labem \| \| \| \| \| bestehende Strecke nach Prag (linkselbisch) \| \| \| \| \| bestehende Strecke nach Kolín (rechtselbisch) \| \| \| \| \| \| \| \| \| \| Tunnel zur Unterquerung des Böhmischen Mittelgebirges \| (ca. 16 km) \| \| \| \| \| \| \| \| \| Bestandsstrecke Kolín–Děčín (östlich von Litoměřice) \| \| \| \| \| Elbe \| \| \| \| \| Bestandsstrecke Praha–Děčín (westlich von Roudnice nad Labem) \| \| \| \| \| \| \| \| \| \| Bestandsstrecke Praha–Děčín (bei Nová Ves) \| \| \| \| \| Tunnel im Norden der Stadt Prag \| (ca. 4,8 km) \| \| \| \| Bahnstrecken Praha–Turnov und Lysá nad Labem–Praha \| \| \| \| \| \| \| \| \| \| Eisenbahnknoten Prag \| \| \| \| \| weitere angestrebte Hochgeschwindigkeitsstrecken \| \| \| \| \| Richtung Westen (Plzeň) und Osten (Hradec Králové, Wrocław) \| \| \| \| \| Richtung Süden (Brno und Wien) \| \| |                      |                                                               |                                                               |
| Strecke (außer Betrieb) |                      | angestrebte Hochgeschwindigkeitsstrecke von Dresden           | angestrebte Hochgeschwindigkeitsstrecke von Dresden           |
| Strecke quer · Abzweig ehemals geradeaus, ehemals nach rechts und von rechts |                      | Bestandsstrecke von Chomutov                                  | Bestandsstrecke von Chomutov                                  |
| Abzweig geradeaus und von links · Strecke quer |                      | bestehende Strecke von Děčín (linkselbisch)                   | bestehende Strecke von Děčín (linkselbisch)                   |
| Abzweig geradeaus und von links · Strecke quer |                      | bestehende Strecke von Děčín (rechtselbisch)                  | bestehende Strecke von Děčín (rechtselbisch)                  |
| Bahnhof |                      | Eisenbahnknoten Ústí nad Labem                                | Eisenbahnknoten Ústí nad Labem                                |
| Strecke von links · Strecke quer · Abzweig geradeaus und nach rechts |                      | bestehende Strecke nach Prag (linkselbisch)                   | bestehende Strecke nach Prag (linkselbisch)                   |
| Strecke · Strecke von links · Abzweig ehemals geradeaus und nach rechts |                      | bestehende Strecke nach Kolín (rechtselbisch)                 | bestehende Strecke nach Kolín (rechtselbisch)                 |
| Strecke · Strecke · Tunnelanfang (Strecke außer Betrieb) |                      |                                                               |                                                               |
| Strecke · Strecke · Strecke (außer Betrieb) (im Tunnel) |                      | Tunnel zur Unterquerung des Böhmischen Mittelgebirges         | (ca. 16 km)                                                   |
| Strecke · Strecke · Tunnelende (Strecke außer Betrieb) |                      |                                                               |                                                               |
| Strecke · Strecke nach links · Kreuzung geradeaus oben (Strecke geradeaus außer Betrieb) · Strecke quer |                      | Bestandsstrecke Kolín–Děčín (östlich von Litoměřice)          | Bestandsstrecke Kolín–Děčín (östlich von Litoměřice)          |
| Strecke · Brücke über Wasserlauf (Strecke außer Betrieb) |                      | Elbe                                                          | Elbe                                                          |
| Strecke nach links · Strecke quer · Kreuzung geradeaus oben (Strecke geradeaus außer Betrieb) · Strecke von rechts |                      | Bestandsstrecke Praha–Děčín (westlich von Roudnice nad Labem) | Bestandsstrecke Praha–Děčín (westlich von Roudnice nad Labem) |
| Tunnel (Strecke außer Betrieb) · Strecke |                      |                                                               |                                                               |
| Strecke von links · Kreuzung geradeaus oben (Strecke geradeaus außer Betrieb) · Strecke nach rechts |                      | Bestandsstrecke Praha–Děčín (bei Nová Ves)                    | Bestandsstrecke Praha–Děčín (bei Nová Ves)                    |
| Strecke · Tunnel (Strecke außer Betrieb) |                      | Tunnel im Norden der Stadt Prag                               | (ca. 4,8 km)                                                  |
| Strecke · Abzweig ehemals geradeaus und von links · Strecke quer |                      | Bahnstrecken Praha–Turnov und Lysá nad Labem–Praha            | Bahnstrecken Praha–Turnov und Lysá nad Labem–Praha            |
| Strecke nach links · Abzweig geradeaus und von rechts |                      |                                                               |                                                               |
| Kopfbahnhof Strecke ab hier außer Betrieb |                      | Eisenbahnknoten Prag                                          | Eisenbahnknoten Prag                                          |
| Strecke (außer Betrieb) |                      | weitere angestrebte Hochgeschwindigkeitsstrecken              | weitere angestrebte Hochgeschwindigkeitsstrecken              |
| Strecke quer (außer Betrieb) · Abzweig geradeaus, nach links und nach rechts (Strecke außer Betrieb) · Strecke quer (außer Betrieb) |                      | Richtung Westen (Plzeň) und Osten (Hradec Králové, Wrocław)   | Richtung Westen (Plzeň) und Osten (Hradec Králové, Wrocław)   |
| Strecke (außer Betrieb) |                      | Richtung Süden (Brno und Wien)                                | Richtung Süden (Brno und Wien)                                |

Die Überlegungen auf tschechischer Seite sahen 2012 eine mit bis zu 320 km/h befahrbare Neubaustrecke zwischen den Eisenbahnknoten Ústí n. L. und Prag vor. Diese soll weitestgehend östlich der Elbe bzw. östlich der Moldau verlaufen. Längstes Ingenieurbauwerk würde voraussichtlich ein rund 16 Kilometer langer Tunnel, mit dem das Böhmische Mittelgebirge unterquert wird. Der Nord-Süd-Reiseverkehr zwischen Dresden und Prag wird den Eisenbahnknoten Ústí nad Labem voraussichtlich in West-Ost-Richtung durchqueren, bedeutendster Bahnhof in Ústí nad Labem würde damit der bisherige Westbahnhof (Ústí nad Labem západ).
2017 genehmigte die tschechische Regierung ein Programm zum Aufbau eines tschechischen Hochgeschwindigkeitsnetzes bestehend aus fünf Hochgeschwindigkeitsstrecken. Die Strecke Ústí nad Labem–Prag ist als RS4 Teil des Konzepts. Für den 57,9 km langen Abschnitt Lovosice–Prag wurden 2022 Planungsleistungen vergeben, die Inbetriebnahme ist für 2030 geplant. Der Baubeginn des Tunnels zwischen Ústí n. L. und Lovosice ist für 2038 vorgesehen.

## Geplante Fahrzeiten
Die Fahrzeiten im Personenverkehr zwischen den Städten Berlin und Prag sollen auf möglichst 2 h 30 min, zwischen den Städten Prag und Wien auf möglichst 2 h 30 min und zwischen den Städten Berlin und Wien auf möglichst fünf Stunden beim Systemangebot und auf möglichst vier Stunden bei Expressverbindungen verkürzt werden. Die Fahrzeit zwischen Dresden und Prag soll bei etwa einer Stunde liegen. Zum Vergleich waren im Jahresfahrplan 2022 die kürzesten Fahrzeiten für Direktverbindungen: Berlin–Prag: 4:19 h; Prag–Wien: 4:43 h; Berlin–Wien: 8:40 h (über Prag) oder 7:38 h (über VDE 8); Prag–Dresden: 2:26 h. Nimmt man als Grundlage die Großkreis-Entfernungen (~=Luftlinie) von ca. 120 km von Dresden nach Prag, ca. 280 km von Prag nach Wien und ca. 150 km von Berlin nach Dresden, so entsprechen die derzeitigen fahrplanmäßigen Fahrzeiten einer komplexen Reisegeschwindigkeit von ca. 63 km/h auf der Strecke Berlin–Prag–Wien bzw. ca. 50 km/h auf der Strecke Prag-Dresden (deren Linienführung gegenwärtig erheblich von der Luftlinie abweicht), sowie ca. 60 km/h für die Strecke Wien–Prag. Die oben erwähnten Zielfahrzeiten im Vollausbau entsprechen etwa 140 km/h (Berlin–Prag–Wien Expressverbindung), etwa 110 km/h (Prag–Wien) und etwa 160 km/h (Berlin–Prag).
Gemäß Studien zur Konkurrenz zwischen Flugverkehr und Hochgeschwindigkeitsverkehr bei der Eisenbahn, beginnt für wenig preissensible Kunden bei vier Stunden Fahrtdauer im Zug der Zug signifikant Marktanteile vom Flugverkehr zu gewinnen. Bei einer Zug-Fahrzeit von drei Stunden oder weniger ist das Flugzeug nur noch auf Zubringerflügen zu Luftfahrtdrehkreuzen konkurrenzfähig. Dies konnte konkret nach Eröffnung der Schnellfahrstrecke Nürnberg–Erfurt beobachtet werden, welche zur Einstellung der Flugroute Nürnberg–Berlin seitens Eurowings führte, nachdem der Zug seine Fahrzeit auf drei Stunden reduzieren konnte. Im Jahr 2017 (vor Eröffnung der Strecke) hatten noch über 100.000 Passagiere die Flugverbindung genutzt.

## Alternativen

### Grobtrassierung 1990
Im Auftrag des Freistaats Sachsen entwickelte das Institut für Eisenbahnbau der TU Dresden im 2. Halbjahr 1990 zunächst eine Grobtrassierung für verschiedene Neubaustrecken in den neuen Bundesländern, darunter Berlin–Dresden–Görlitz–Prag. Dabei war u. a. ein ca. 16 km langer Tunnel durch das Elbsandsteingebirge vorgesehen.

### Magnetschnellbahn
In den neunziger Jahren und im Jahr 2006 gab es Überlegungen, die geplante Magnetschnellbahn Berlin–Hamburg über Dresden bis nach Prag und Wien zu verlängern. Den Planungen zufolge wäre die Reisezeit von Berlin Hauptbahnhof nach Prag von derzeit vier Stunden und 50 Minuten auf eine Stunde und 40 Minuten verkürzt worden. In den Großräumen und Metropolregionen Berlin/Brandenburg, Leipzig/Halle, Dresden, Region Ústí und Prag, die durch die Strecke verbunden würden, leben etwa 9 Millionen Einwohner. Aufgrund der endgültigen Einstellung aller Transrapid-Planungen in Deutschland wird dieser Ansatz nicht mehr verfolgt.

### Bürgertrasse 2018
Aufgrund der zu erwartenden Lärmbelastung durch die vom sächsischen Wirtschaftsministerium vorgeschlagene Vorzugsvariante, die den Süden der Stadt Pirna oberirdisch durchschneiden würde, gründete sich eine Bürgerinitiative, die eine Alternativvariante mit längerem Tunnel, größeren Radien und geringerer Neigung bei gleichbleibenden Anbindungspunkten in Heidenau und an der tschechischen Staatsgrenze ausgearbeitet hat. Anfang des Jahres 2020 hat die Bürger-Initiative „Basistunnel nach Prag“ knapp 38.000 Einwände an die planenden Stellen übergeben.